# Fernando Primo de Rivera
Fernando Primo de Rivera y Sobremonte (Sevilla, 24 de julio de 1831-Madrid, 23 de mayo de 1921) fue un militar y político español que, además de gobernador en dos ocasiones de la Capitanía General de Filipinas, ejerció entre 1907 y 1909 y en 1917 de ministro de la Guerra en sendos gobiernos conservadores presididos por Antonio Maura y Eduardo Dato. Ostentó los títulos nobiliarios de i marqués de Estella y i conde de San Fernando de la Unión.

## Biografía

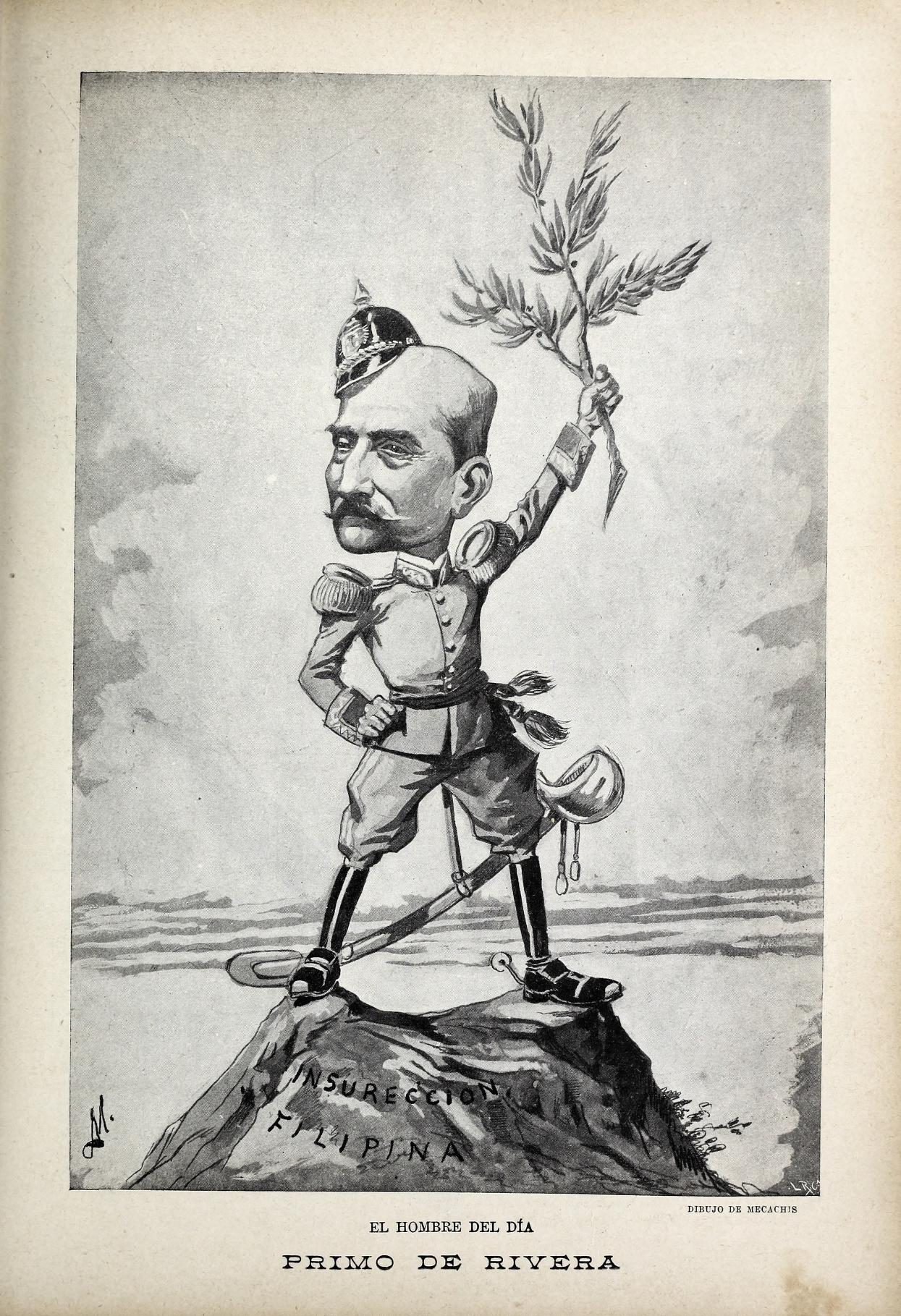
Caricaturizado en 1897 por Mecachis en relación con su papel durante la insurrección filipina.

Nacido en Sevilla el 24 de julio de 1831, era hijo de José Joaquín Primo de Rivera y Ortiz de Pinedo y de su esposa Juana María Nepomucena de Sobremonte y Larrazábal, hija del III marqués de Sobremonte, y hermano de Rafael Primo de Rivera y Sobremonte.
Combatiente en la tercera guerra carlista, tras la toma de Estella Alfonso XII le concedió el título de marqués de Estella, en 1877. Entre 1880 y 1883 fue capitán general de las Filipinas y en ese último año obtuvo el título de conde de San Fernando de la Unión. Vuelto a España de Filipinas en 1883, su figura marcó a su joven sobrino Miguel Primo de Rivera, que vio en él un modelo de éxito a imitar.
En 1897 fue nombrado de nuevo capitán general en las islas, en sustitución de Camilo García de Polavieja, donde consiguió empujar a las montañas a las tropas de Emilio Aguinaldo, con quien firmó en 1897 el Pacto de Biak-na-Bato, por el que el insurgente filipino se comprometía a exiliarse en Hong Kong. En 1898, durante su estancia en Filipinas, se le otorgó la gran cruz Laureada de San Fernando de quinta clase pensionada con 10 000 pesetas. En abril de 1898 sería relevado en el cargo y sustituido por Basilio Augustín y Dávila.
Fue ministro de la Guerra de forma interina en 1874 y 1875, en los inicios de la Restauración; años después ocupó de forma oficial la cartera durante los gobiernos conservadores de Antonio Maura en 1907 y de Eduardo Dato en 1917.
Murió sobre las dos y media de la madrugada del 23 de mayo de 1921, en su domicio de la calle de Serrano, 25, en Madrid. El entierro tuvo lugar al día siguiente en la Sacramental de San Isidro y a él acudieron personalidades como Antonio Maura, el conde de Romanones, Valeriano Weyler, Joaquín Milans del Bosch, José Bascarán y Federic, su sobrino Miguel Primo de Rivera, Diego Arias de Miranda o Manuel de Burgos y Mazo.